# Antonio Orefice
Antonio Orefice, také psán jako Arefece nebo Orefici (před rokem 1708? – po roce 1734?) byl italský hudební skladatel.

## Život
O jeho životě není mnoho známo. Nejistá jsou i základní životní data. Studoval zároveň práva i skladbu. Jako operní skladatel debutoval v roce 1708 v neapolském divadle Teatro San Bartolomeo hudebním dramatem Il Maurizio a o rok později komickou operou Patrò Calienno de la Costa v neapolském dialektu v divadle Teatro dei Fiorentini. Jeho opery měly úspěch a byly uváděny i mimo Neapol. Své opery komponoval vesměs na texty v neapolském dialektou, s jedinou výjimkou opery Il gemino amore uvedené v roce 1718. Operou Lo Simmele bylo dne 15. října 1724 slavnostně otevřeno neapolské divadlo Teatro Nuovo.
Z historie hudby známý skladatel Anastasio Orefice byl patrně jeho syn nebo bratr.

## Opery
- Il Maurizio (dramma per musica, libreto Nicolò Minato a A. Morselli, 1708, Neapol)
- Patrò Calienno de la Costa (opera buffa, libreto di A. Marcotellis, 1709, Neapol)
- Engelberta, ossia La forza dell'innocenza (dramma per musica, libreto Apostolo Zeno a Pietro Pariati, 1709, Neapol)
- La Camilla (opera buffa, 1710, Neapol)
- La pastorella al soglio (dramma per musica, libreto G. C. Corradi, 1710, Neapol)
- Circe delusa (dramma, libreto G. A. Falier, 1713, Neapol)
- La Caligula delirante (dramma per musica, libreto Gisberti, 1713, Neapol)
- Lo finto Armeneo (opera buffa, libreto F. A. Tullio, 1717, Neapol)
- Le fente zingare (opera buffa, libreto F. A. Tullio, 1717, Neapol)
- Le fente pazza co la fente malata (opera buffa, libreto F. A. Tullio, 1718, Neapol)
- Il gemino amore (opera buffa, libreto F. A. Tullio, 1718, Neapol)
- Chi la dura la vince (opera buffa, libreto M. del Zanca, 1721, Neapol)
- La Locinna (tragicommedia per musica, libreto F. A. Tullio, 1723, Neapol)
- Lo Simmele (commedia per musica, libreto B. Saddumene, 1724, Neapol)
- L'annore resarciuto (opera buffa, libreto N. Gianni, 1727, Neapol)
- La vecchia trammera (opera buffa, libreto F. A. Tullio, 1732, Neapol; spolupráce Leonardo Leo)
- La Rosilla (opera buffa, libreto F. Oliva, 1733, Neapol; spolupráce Leonardo Leo)
- La finta pellegrina (opera buffa, libreto F. Oliva, 1734, Neapol; spolupráce Domenico Sarro)
- Psiche reintegrata nella grazia Venere (libreto A. Birini)